# 垣原功
垣原 功（かきはら いさお、1944年5月1日 - ）は、北海道苫小牧市出身の元アイスホッケー選手。ポジションはセンターフォワード。

## 来歴
- 小学生からアイスホッケーを始める。
- 1963年苫小牧工業高校を卒業後[1]、岩倉組に入社、名門アイスホッケー部に入部する。
- 1964年、センターフォワードとして実業団リーグ第3位に導く。
- 1965年にはチーム悲願のリーグ優勝を果たす。
- 1966年にはリーグ準優勝に導くが病に倒れた父親に代り家業を継ぐため岩倉組を退社する。
- 1967年、西武鉄道よりオファーを受け同年入社。
- 1970年にはセンターフォワードとして日本アイスホッケーリーグ第2位、全日本アイスホッケー選手権優勝。全日本ベスト6にも選ばれる。
- 1972年、札幌オリンピック　アイスホッケー日本代表として全試合に出場。
- 1976年、日本アイスホッケーリーグ優勝を最後に現役を引退。現役生活にピリオドを打つ。
- 1977年、西武不動産入社。
- 1978年、チーム・マネージャーとして西武鉄道アイスホッケー部を日本アイスホッケーリーグ、全日本アイスホッケー選手権共に優勝へと導く。
- 1979年には世界選手権にも参加するが、1983年チーム・マネージャー引退。
- 1984年、東京都東伏見アイスアリーナ（現ダイドードリンコアイスアリーナ)に入社する。
- 同年、西武鉄道アイスホッケー部では日本初のジュニアチーム、西武ホワイトベアーズ創立に尽力し、監督に就任する。
- 以降、総監督を経て、東伏見アイスアリーナ退社後もヘッドコーチとしてジュニアの育成に励んでいる。

## 人物
- 教え子で、クラブチームとしても名門となった西武ホワイトベアーズからは、元日本リーグ　坪子誠（元日本製紙クレインズ所属）、アジアリーグ　井上光明（日光アイスバックス所属）、菊池秀治（元東北フリーブレイズ所属）を始め、大学選手権、全日本女子等トップクラスの選手を多数輩出している。